# Tethysaurus
Tethysaurus fue un género de mosasaurio, un tipo de reptil marino carnívoro de principios del período Turoniense (Cretácico Superior). La única especie descrita es Tethysaurus nopscai. Su nombre genérico significa "reptil de Tetis", una referencia a la diosa griega del mar Tetis (aunque también puede referirse al antiguo mar de Tetis que en el Mesozoico separaba Eurasia de África del Norte) y el nombre de la especie homenajea al paleontólogo húngaro Ferenc Nopsca, por sus estudios pioneros sobre los reptiles acuáticos del mar Adriático. Los restos fueron hallados cerca de las villas de Tadirhourst y Asflain en la región de Goumima, en la provincia de Er-Rachidia, en el sur de Marruecos, con tres especímenes referidos que incluyen un cráneo y mandíbulas casi completos y articulados, algunas vértebras y porciones del esqueleto apendicular.

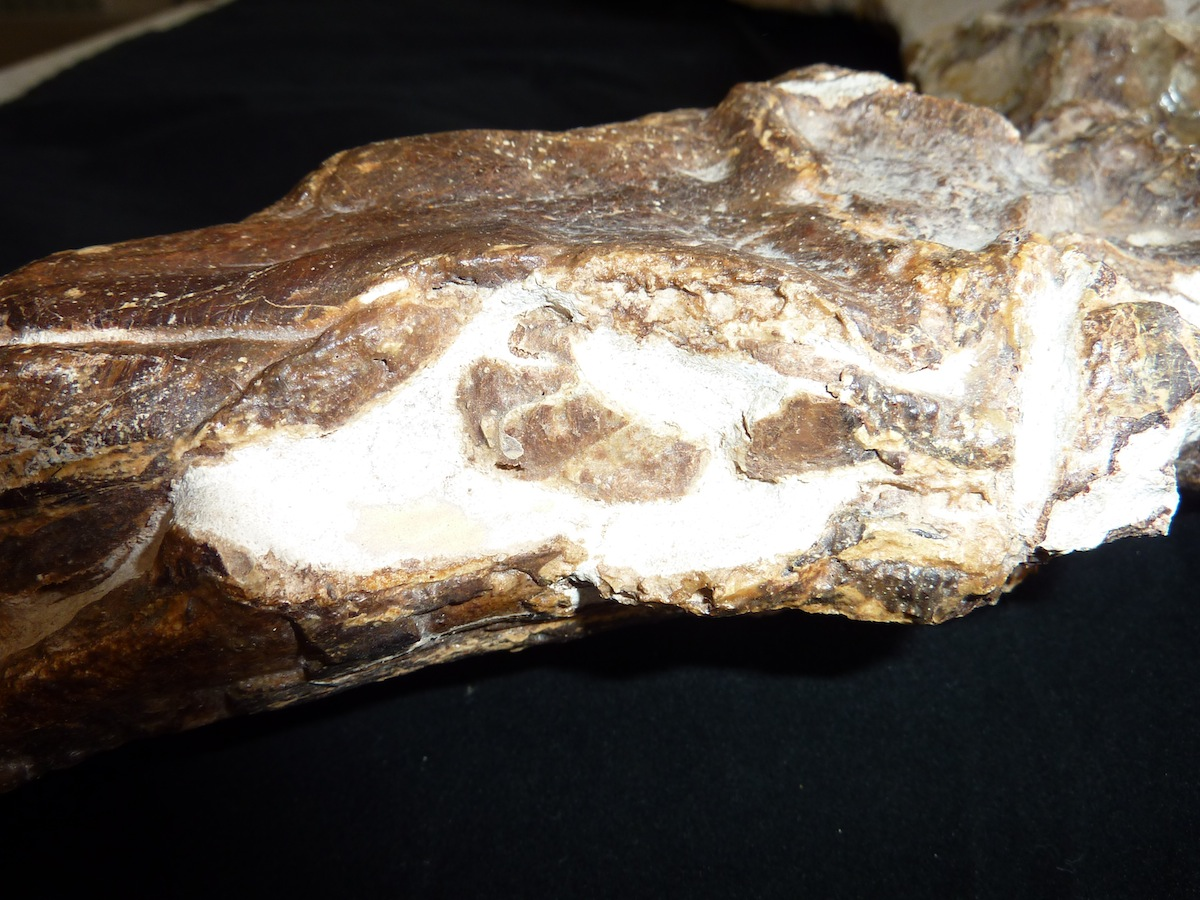
Anillo esclerótico del ojo de Tethysaurus en preparación

Tethysaurus era un mosasaurio de tamaño más bien reducido, con cerca de 3 metros de longitud, desplegando un número de características tanto primitivas como derivadas que llevaron a que en su descripción original se considerara una especie de estado intermedio entre los primitivos lagartos aigialosáuridos del periodo Cenomaniense y los más avanzados mosasáuridos del Turoniano-Maastrichtiense. Análisis más recientes colocan a Tethysaurus en un clado junto a Russellosaurus y al Yaguarasaurus que es denominado la parafamilia Russellosaurina, que sería un grupo primitivo de mosasáuridos del Turoniano menos derivados que las subfamilias Plioplatecarpinae y Tylosaurinae.

## Filogenia

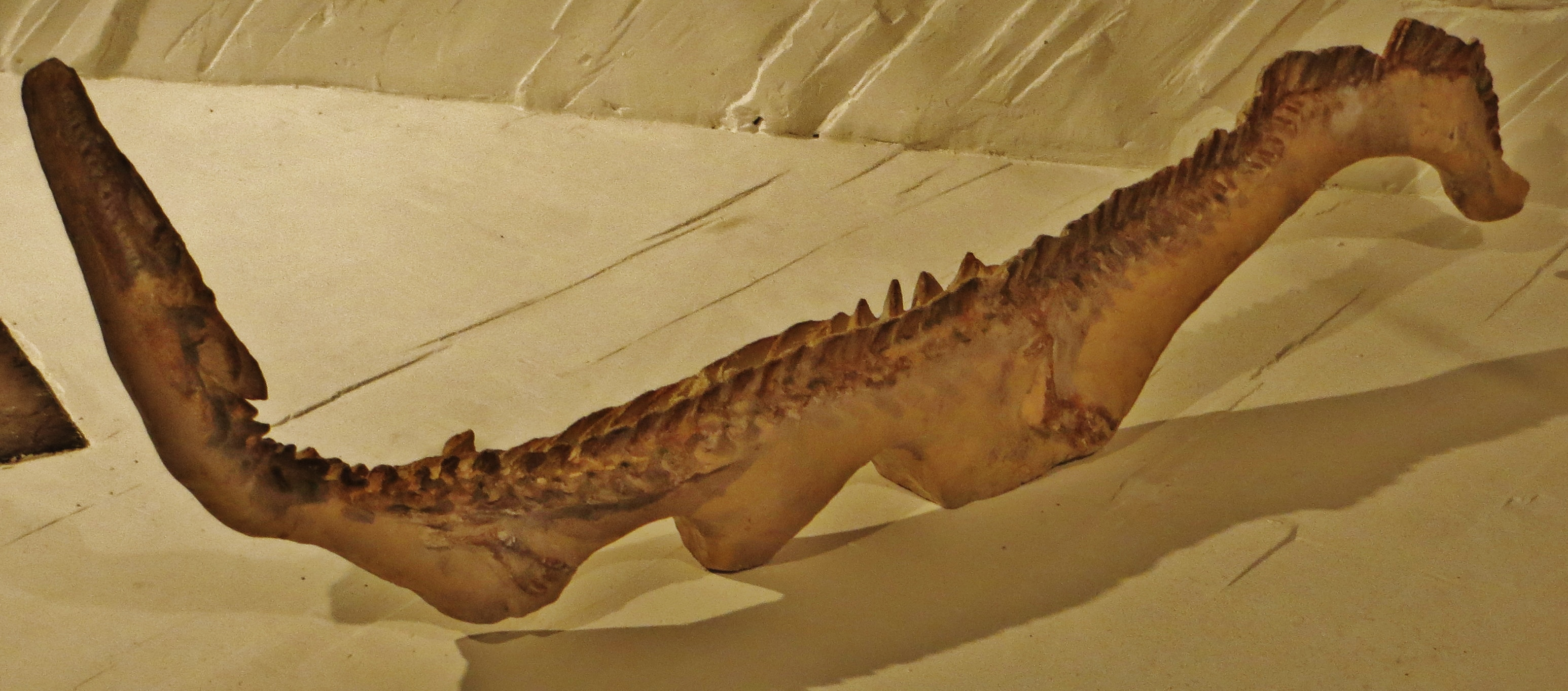
Fósil.

Cladograma según el análisis de Makádi et al. de 2012:

|  | Tethysaurus nopcsai                                                                 |
|  |                                                                                     |
|  | \| \| Yaguarasaurus columbianus \| \| \| \| \| \| Russellosaurus coheni \| \| \| \| |
|  |                                                                                     |
|  | Yaguarasaurus columbianus                                                           |
|  |                                                                                     |
|  | Russellosaurus coheni                                                               |
|  |                                                                                     |

|  | Yaguarasaurus columbianus |
|  |                           |
|  | Russellosaurus coheni     |
|  |                           |

|  | Tethysaurus nopcsai                                                                 |
|  |                                                                                     |
|  | \| \| Yaguarasaurus columbianus \| \| \| \| \| \| Russellosaurus coheni \| \| \| \| |
|  |                                                                                     |
|  | Yaguarasaurus columbianus                                                           |
|  |                                                                                     |
|  | Russellosaurus coheni                                                               |
|  |                                                                                     |

|  | Yaguarasaurus columbianus |
|  |                           |
|  | Russellosaurus coheni     |
|  |                           |